# Alessandro Galli da Bibbiena
Alessandro Galli da Bibbiena, detto da Bibiena o Alessandro Bibiena (Parma, 15 ottobre 1686 – Mannheim, 5 agosto 1748), è stato un architetto, pittore e scenografo italiano.

## Biografia
Appartenne alla famosa famiglia di artisti dei Galli da Bibbiena (originari appunto del paese toscano di Bibbiena) che dominò la scena teatrale delle grandi corti europee nel XVII e soprattutto nel XVIII secolo.
Fu figlio promogenito di Ferdinando Galli da Bibbiena e fratello di Giuseppe Galli da Bibbiena. Si formò come artista con il padre e lavorò con lui e con i fratelli in Spagna (Barcellona) dal 1708 e a Vienna dal 1711. Tra il 1716 e il 1717 lavorò a Innsbruck (scenografie per il teatro di corte: Tigrane, 1715; Radamisto, 1716) e poi per l'Elettore Palatino a Neuburg (scenografie per Crudeltà consuma amore, 1717) e a Heidelberg  (apparati effimeri per la cappella di corte 1717); tra il  1718 e il 1719 con il padre dipinse le scene per il Teatro della Fortuna di Fano.
Oltre che come scenografo, nella scia della tradizione familiare, fu attivo anche come architetto e pittore e nel 1719 divenne architetto e scenografo di corte dell'Elettore Palatino  e  si trasferì a Mannheim nuova capitale del principato. La sua presenza contribuì alla diffusione del barocco e alla nascita del rococò in Germania insieme a numerosi altri artisti, compresi i suoi fratelli, e artigiani attivi nelle varie corti dei piccoli stati tedeschi.
Fu direttore generale delle costruzioni, intendente teatrale e insignito di titolo nobiliare ereditario.

## Opere
Dal 1719 lavorò costantemente al servizio della corte, prima per l'Elettore Carlo Filippo e poi per il successore Carlo Teodoro. Ebbe come allievo, collaboratore e continuatore Francesco Guglielmo Roballiati. Le sue opere maggiori di architettura furono:
- L'ala destra del palazzo (o castello) dell'Elettore a Mannheim.
- L'ampliamento del Castello di Schwetzingen, residenza estiva dell'elettore (1719-1755); l'ampliamento comprendeva grandiose "orangeries".
- Il teatro dell'opera di Mannheim (1737 e il 1741), situato presso il palazzo; per tale teatro disegnò anche delle scenografie; l'edificio andò bruciato per cause belliche nel 1795.
- La Kaufhaus (Palazzo della Mercanzia) a Mannheim (1736-1746), costruita su volontà del sovrano che voleva incoraggiare il commercio con l'estero, in posizione dominante sulla Paradeplatz. Fu distrutta nel corso della seconda guerra mondiale.
- La chiesa e il collegio dei gesuiti a Mannheim (1733-1760) nei pressi del palazzo elettorale, ricostruita nel dopoguerra a causa dei numerosi danni subiti nei bombardamenti della seconda guerra mondiale.